# Glukan
En Glukan är en polysackarid av D-glukosmonomerer som binds samman av glykosidbindningar. Många beta-glukaner har medicinsk betydelse. De representerar ett läkemedelsmål för svampdödande läkemedel i echinocandin-klassen.

## Typer
Följande är glukaner (α och β och siffrorna klargör typen av O-glykosidbindning):

### Alfa
- dextran, α-1,6-glukan

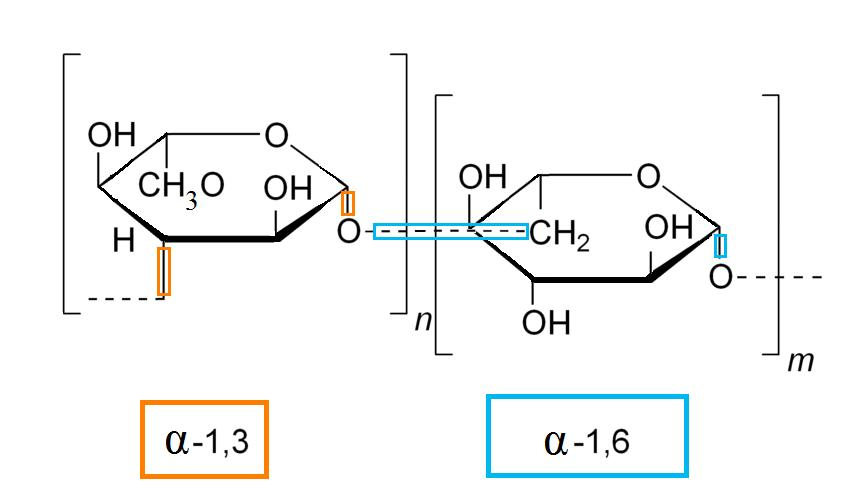
Alfaglukanbindningar bildar raka kedjor i dextran, som även kan ha förgreningar

- florideanstärkelse, α-1,4- och α-1,6-glukan
- glykogen, α-1,4- och α-1,6-glukan
- pullulan, α-1,4- och α-1,6-glukan
- stärkelse, en blandning av amylos och amylopektin, både α-1,4- och α-1,6-glukaner

### Beta
- cellulosa, β-1,4-glukan
- curdlan, β-1,3-glukan
- krysolaminarin, β-1,3-glukan
- laminarin, β-1,3- och β-1,6-glukan
- lavin, β-1,3- och β-1,4-glukan
- lichenin, β-1,3- och β-1,4-glukan

Curdlan är en betaglukan

- pleuran, β-1,3- och β-1,6-glukan isolerad ur Pleurotus ostreatus
- zymosan, β-1,3-glukan

## Egenskaper
Egenskaper hos glukaner inkluderar resistens mot orala syror/enzym och vattenolöslighet. Glukaner extraherade från korn tenderar att vara både lösliga och olösliga.

## Struktur
Glukaner är polysackarider härledda från glukosmonomerer. Monomererna är förbundna med glykosidbindningar. Fyra typer av glukosbaserade polysackarider är möjliga: 1,6- (stärkelse), 1,4- (cellulosa), 1,3- (laminarin) och 1,2-bundna glukaner.

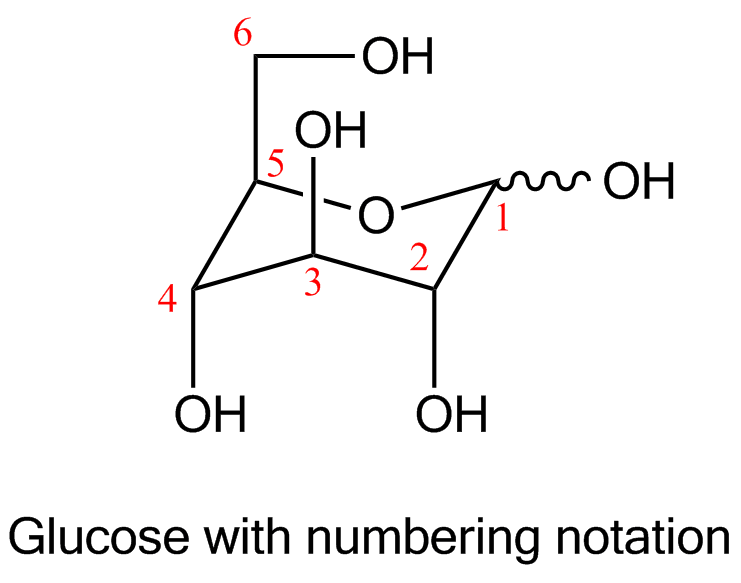

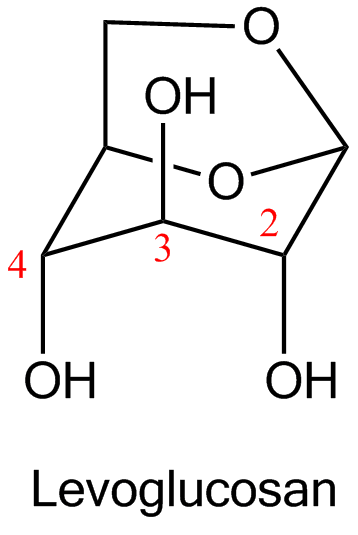

De första representanterna för huvudkedjans ohydrolyserbara linjära polymerer bestående av levoglukosanenheter syntetiserades 1985 genom anjonisk polymerisation av 2,3-epoxiderivat av levoglukosan (1,6;2,3-dianhydro-4-O-alkyl-β-D-mannopyranoser).

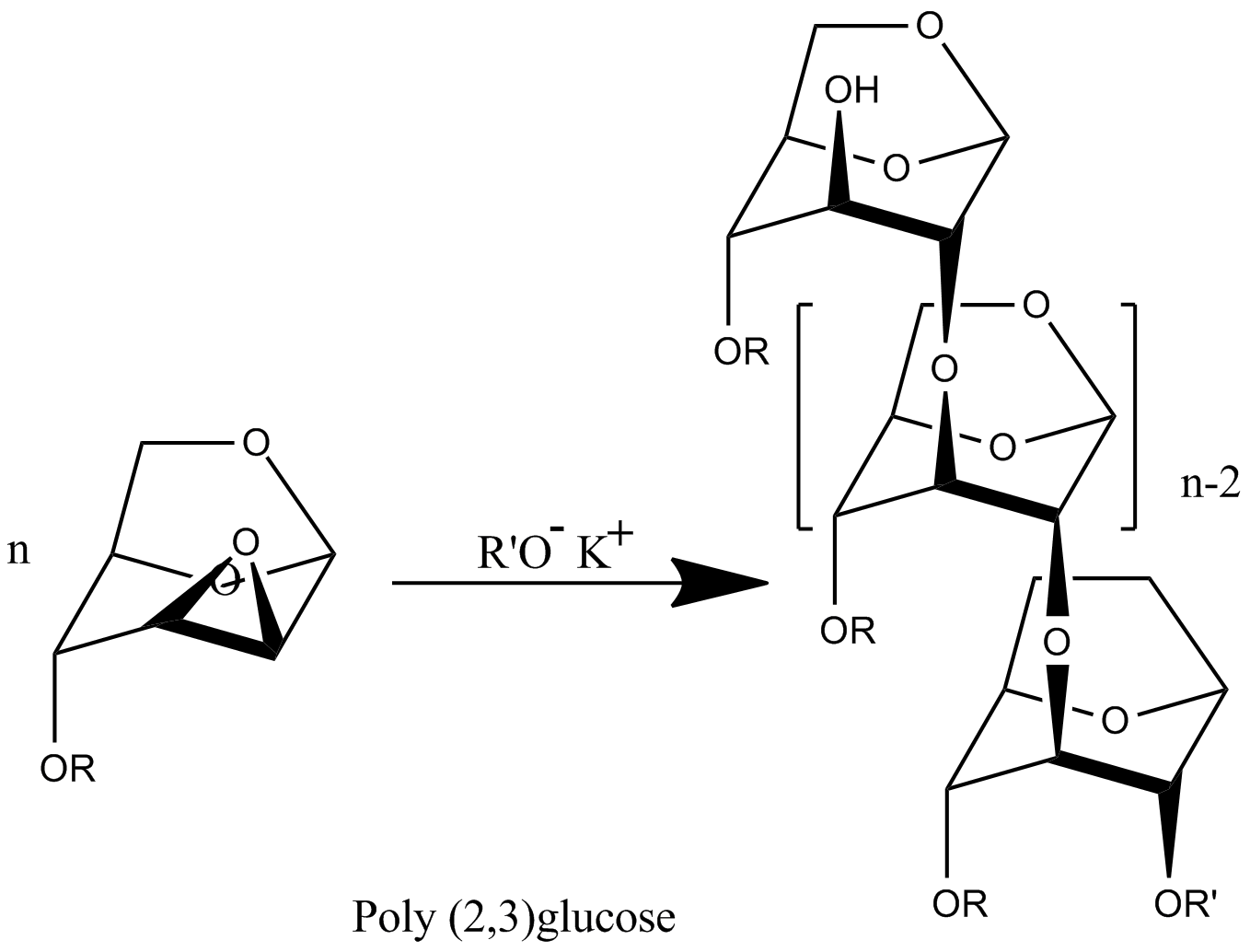
2,3-Polymer

Ett brett spektrum av unika monomerer med olika radikala R kan syntetiseras. Det syntetiserades polymerer med R= -CH3, -CH2CHCH2, och -CH2C6H5. Undersökning av polymerisationskinetiken hos dessa derivat, molekylvikt och molekylviktfördelning visade att polymerisationen har egenskaperna hos ett levande polymerisationssystem. Processen sker utan avslutning och överföring av polymerkedjan med en grad av polymerisation lika med molförhållandet mellan monomeren och initiatorn. Följaktligen bestämmer polymeren med övre värde molekylvikt endast graden av reningssystem som bestämmer närvaron i systemet okontrollerbar mängd terminatorer av polymerkedjor.
Poly(2-3)-D-glukos syntetiserades genom omvandling av bensyl (R=-CH2C6H5) funktionaliserad polymer.

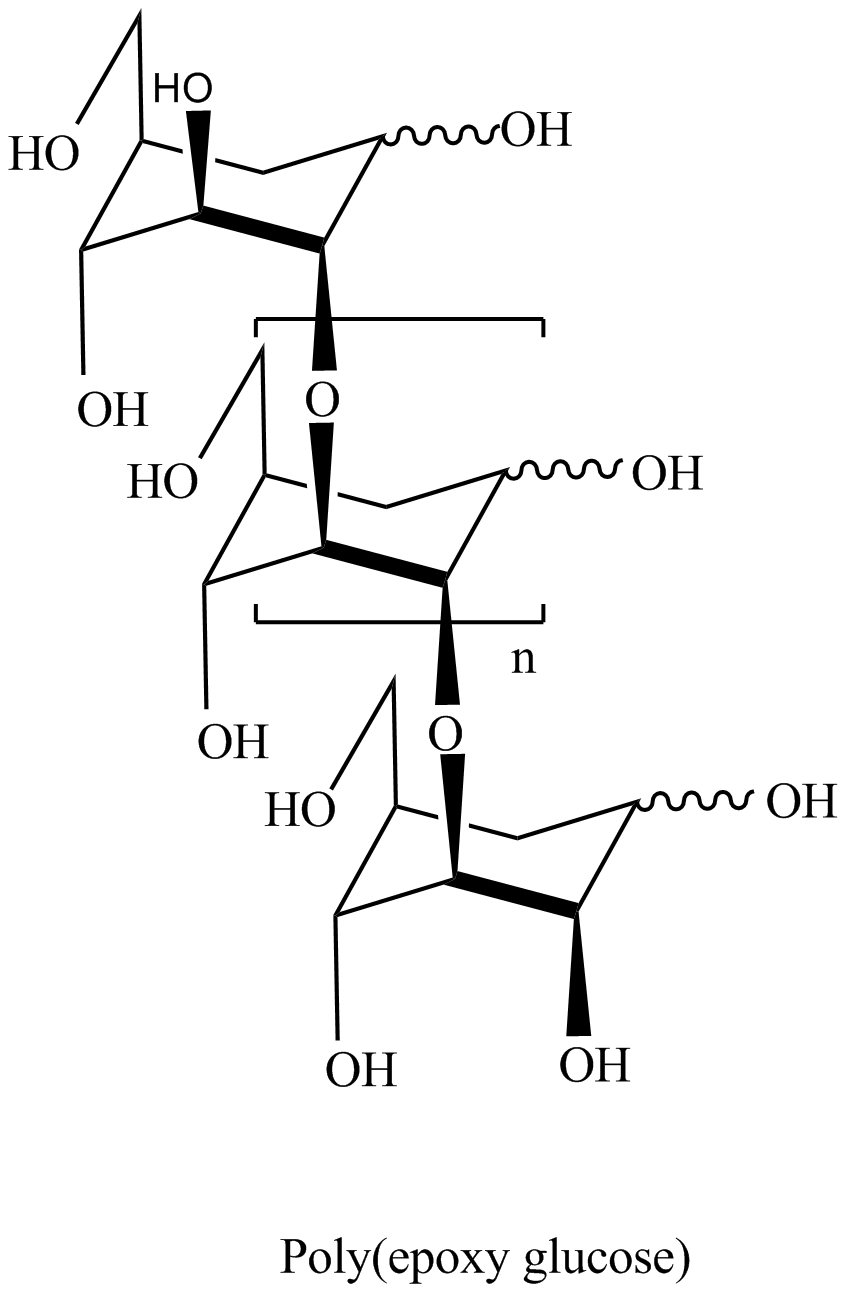
Polyglucose

Polymerisation av 3,4-epoxilevoglukosan (1,6;3,4-dianhydro-2-O-alkyl-β-D-galaktopyranos) resulterar i bildning 3,4-avgränsad levoglukosanpolymer.

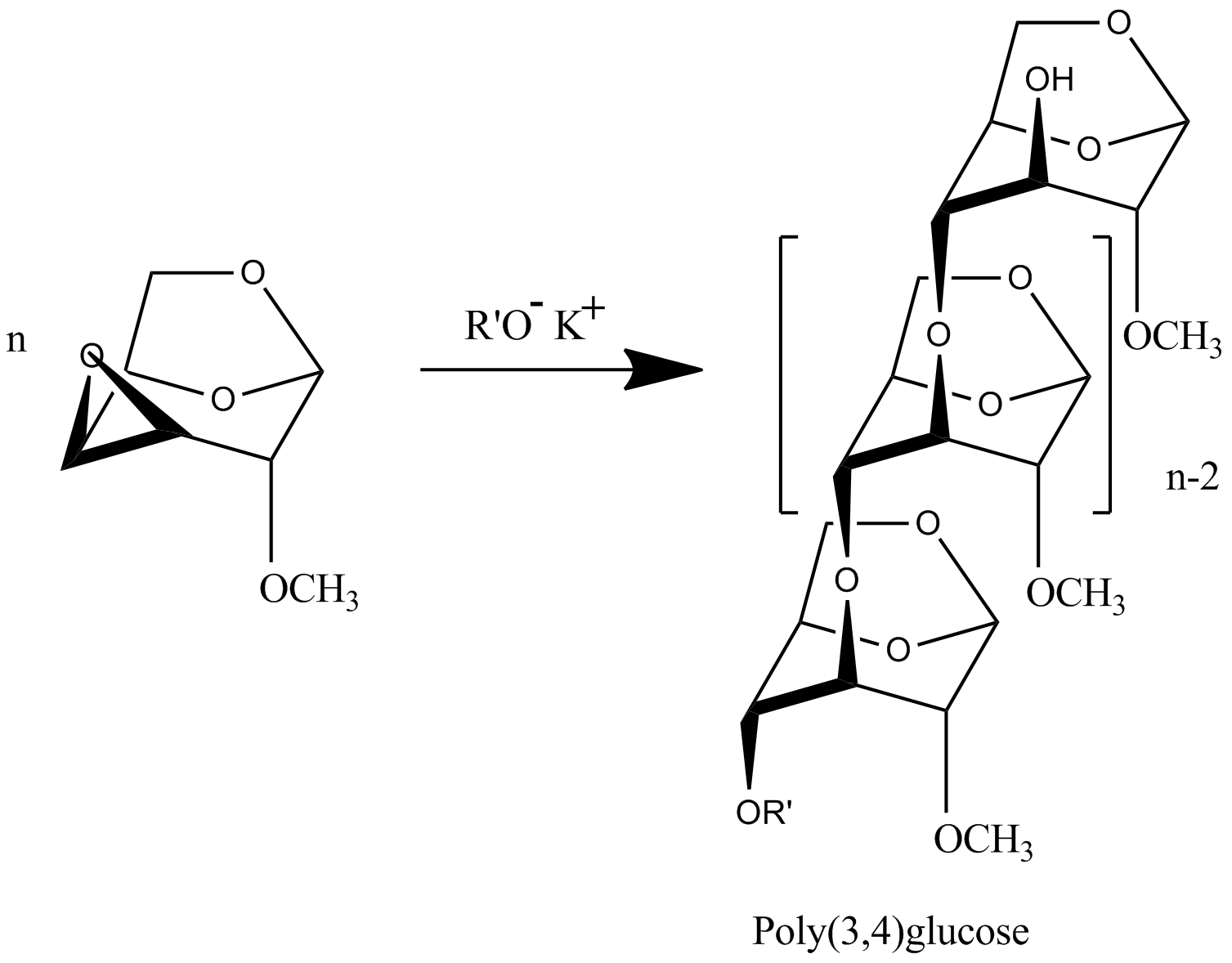
3,4-Polymer

Närvaron av 1,6-anhydrostruktur i varje enhet av polymerkedjor gör det möjligt för forskare att tillämpa alla spektra av välutvecklade metoder för kolhydratkemi med bildning av mycket spännande biologiska applikationspolymerer. Polymererna är de enda kända vanliga polyetrarna som byggts upp av kolhydratenheter i huvudpolymerkedjan.